# Truth (chanson de Yuna Itō)
Pour les articles homonymes, voir Truth.
Singles de Reira starring Yuna Ito
Endless Story
(2005)
Singles par Yuna Ito
Losin'
(2006) I'm Here
(2007)
Truth est le 6esingle de Yuna Itō sorti sous le label Sony Music Entertainment Japan le 6 décembre 2006 au Japon. C'est le deuxième et dernier single de Yuna Itō sous le nom Reira starring Yuna Ito. Il atteint la 10e place du classement de l'Oricon. Il se vend à 15 893 exemplaires la première semaine, et reste classé pendant 10 semaines, pour un total de 46 780 exemplaires vendus.
Truth a été utilisé pour le film NANA 2 dans lequel Yuna Itō incarne le personnage de Reira Serizawa. Truth se trouve sur l'album Heart et sur la compilation Love.
Le clip de Truth a été tourné à Eilean Donan Castle en Écosse; tout comme Take Me Away qui a été utilisé dans le film NANA 2.

## Liste des titres
| 1. | Truth                                          | 真见田久保 , Yamamoto Shigemi | Yasuzi Gotô         | 5:39 |
| 2. | Take Me Away                                   | EMI K. Lynn                   | Masato Kitano, CMJK | 4:50 |
| 3. | Endless Story -Little Big Bee Lovespell Remix- |                               | Little Big Bee      | 6:42 |
| 4. | Truth (Instrumental)                           | 真见田久保 , Yamamoto Shigemi | Yasuzi Gotô         | 5:38 |

## Interprétations à la télévision
- MelodiX! (26 novembre 2006)
- Music Station (8 décembre 2006)
- Music Fighter (9 décembre 2006)
- NHK Pop Jam (15 décembre 2006)
- MTV's Cool Christmas + "White Christmas" (23 décembre 2006)
- Sakigake Ongaku Banzuke + "Precious" (29 décembre 2006)